# Munfordville
Munfordville é uma cidade localizada no estado americano de Kentucky, no Condado de Hart.

## Demografia
Segundo o censo americano de 2000, a sua população era de 1563 habitantes.
Em 2006, foi estimada uma população de 1617, um aumento de 54 (3.5%).

## Geografia
De acordo com o United States Census Bureau tem uma área de
6,5 km², dos quais 6,5 km² cobertos por terra e 0,0 km² cobertos por água. Munfordville localiza-se a aproximadamente 187 m acima do nível do mar.

## Localidades na vizinhança
O diagrama seguinte representa as localidades num raio de 24 km ao redor de Munfordville.